# Rutilia brunneipennis
Rutilia brunneipennis är en tvåvingeart som beskrevs av Crosskey 1973. Rutilia brunneipennis ingår i släktet Rutilia och familjen parasitflugor. Inga underarter finns listade i Catalogue of Life.